# فرودگاه شاهرود
فرودگاه بین‌المللی شاهرود (یاتا RUD و ایکائو OIMJ) فرودگاهی در شهرستان شاهرود، پرجمعیت ترین شهرستان استان سمنان و نخستین فرودگاه بین المللی استان است.
در سال ۲۰۱۶ میلادی ۱۸۶ نشست و برخاست هواپیما در این فرودگاه انجام شد که مجموعا ۳٬۸۰۸ کیلوگرم بار و ۱۵٬۶۷۹ نفر مسافر از طریق آن جابجا شد.

## تاریخچه
در سال ۱۳۶۷ ساخت فرودگاه بین المللی شاهرود در زمینی به مساحت ۷۲۰ هکتار در ۱۵ کیلومتری شرق مرکز شهرستان در مجاورت جاده شاهرود-مشهد آغاز شد اما یک دهه بعد در سال ۱۳۸۰ با فرود اولین هواپیمای مسافری، بهره‌برداری از این فرودگاه آغاز شد.
اولین پرواز بین‌المللی از این فرودگاه به مقصد شهر نجف در ۵ اردیبهشت ۱۳۹۸ و به صورت VIP (سفر یک شبانه روزه) با ۴۵ مسافر توسط شرکت پویا ایر انجام شد.

## شرکت‌های هواپیمایی و مقصدهای پروازی
| شرکت‌های هواپیمایی | مقصدهای پروازی |
| ----------------- | -------------- |
| ایران ایر         | فصلی: نجف      |